# Jorge Borelli
Jorge Horacio Borelli (Buenos Aires, 1964. november 2. –) argentin válogatott labdarúgó.

## Pályafutása

### Klubcsapatban
Pályafutását 1980-ban a Platenseben kezdte. 1985-ben a River Plate igazolta le, melynek színeiben megnyerte az 1985–86-os bajnokságot, a Copa Libertadorest és az interkontinentális kupát. 1989-ben távozott a Rivertől és a mexikói Tigres UANL csapatához távozott, ahol két évet játszott.
1991-ben visszatért Argentínába a Racing Club együtteséhez. 1994-ben a San Lorenzohoz távozott, mellyel megnyerte az 1995-ös Clausurát. Egy évvel később visszavonult.

### A válogatottban
1992 és 1994 között 13 alkalommal játszott az argentin válogatottban. Részt vett az 1992-es konföderációs kupán és az 1994-es világbajnokságon. Tagja volt az 1993-as Copa Américán győztes csapat keretének is.

## Sikerei, díjai

### Játékosként
River Plate
- Argentin bajnok (1): 1985–86
- Copa Libertadores (1): 1986
- Interkontinentális kupa (1): 1986
- Copa Interamericana (1): 1987

San Lorenzo
- Argentin bajnok (1): 1995 Clausura

Argentína
- Konföderációs kupa (1): 1992
- Copa América (1): 1993
- Artemio Franchi-trófea (1): 1993

## Külső hivatkozások
- Jorge Borelli adatlapja a National-Football-Teams.com oldalon (angolul)

- Jorge Borelli (francia, angol nyelven). FootballDatabase.eu